# Barrio Loma Grande San Antonio Pueblo Nuevo
Barrio Loma Grande San Antonio Pueblo Nuevo är en ort i kommunen San José del Rincón i delstaten Mexiko i Mexiko. Samhället hade 490 invånare vid folkräkningen 2020.